# Premio internazionale Barsanti e Matteucci
Il Premio Internazionale Barsanti e Matteucci è un premio dedicato a chi si è distinto nel campo dell'ingegneria automobilistica.
È stato istituito nell'anno 2000 per ricordare Eugenio Barsanti e Felice Matteucci, inventori del motore a scoppio.
Il premio vuole essere un riconoscimento per quanti continuano a sviluppare i mezzi a motore confrontandosi con le nuove sfide dei consumi energetici e dell'inquinamento e per coloro che hanno reso famoso il mezzo a motore con la loro eccellenza nella tecnica, nell'industria e nello sport o per l'importanza dei loro viaggi di esplorazione e scoperta.
La manifestazione si svolge a cura dell'Amministrazione Comunale di Pietrasanta in collaborazione con il Rotary Club Viareggio Versilia e con il patrocinio dei sette comuni della Versilia, della Provincia di Lucca e della Regione Toscana con l'adesione del Presidente della Repubblica Italiana.

## Premiati
- 2000: Stefano Iacoponi, Presidente del Centro Ricerche Fiat[2]
- 2001: Giacomo Agostini, più volte campione del mondo di motociclismo
- 2002: Philips Ruffles, direttore tecnico e della ricerca di Rolls-Royce plc [3]
- 2003: Maurizio Cheli e Jessica Kite, astronauti [4]
- 2004: Paolo Martinelli, direttore dello sviluppo motori della Ferrari F1
- 2005: Gunter Kappler, chairman dell'Aeronautical European Team
- 2006: Massimo Tarenghi, direttore del Progetto ALMA[5]
- 2007: Pier Francesco Guarguaglini, ex presidente e amministratore delegato di Leonardo (prima Finmeccanica)
- 2008: Team Renault F1, campione del mondo di Formula 1
- 2009: Massimo Lucchesini, direttore generale di Alenia Aermacchi[6]
- 2010: Gerhard Ertl, Premio Nobel per la chimica
- 2011: Giorgetto Giugiaro, designer ed industriale
- 2012: Gian Paolo Dallara, progettista ed industriale
- 2013: Stephan Winkelmann, presidente Automobili Lamborghini
- 2014: Philippe Guédon, ingegnere
- 2016: Amedeo Felisa, CEO Ferrari
- 2017: Alfredo Altavilla, CEO EMEA FCA
- 2018: Walter De Silva, designer
- 2019: Gabriele Allievi, CEO Bosch Italia
- 2021: Alberto Bombassei, CEO Brembo
- 2022: Maserati, premio ritirato dall'ingegner Davide Danesin,  GT Line Program Executive di Maserati[7]
- 2023: Horacio Pagani, Chief Designer Officer e Founder di Automobili Pagani